# Victor Wänghult
Victor Wänghult, född 21 juli 1995 i Skövde, är en svensk professionell ishockeyspelare som spelar för Kumla HC i Hockeyettan.

## Karriär
Wänghult började spela hockey i Skövde IK. Under säsongen 2014-15 lånades Wänghult ut till Tibro IK i Hockeytvåan. Där noterades han för 18 poäng på 16 matcher, varav nio av dem var mål. Wänghult kom sedan tillbaka till Skövde IK och spelade hela säsongen 2015-16. Inför säsongen 2016-17 skrev Wänghult kontrakt med Tibro IK. Där stannade han i två säsonger. Inför säsongen 2018-19 skrev han kontrakt med Kumla HC i Hockeyettan där han noterades för 55 poäng på 33 matcher. Wänghults framgång gjorde att han fick spela för Karlskrona HK i Hockeyallsvenskan. I slutet av säsongen 2018-19 skrev Wänghult kontrakt med Västerviks IK, vilket förlängdes säsongen 2019-20. Wänghult skrev inför säsongen 2020/21 på för sin gamla klubb Kumla HC i Hockeyettan.